# Lista de condados de Nebraska

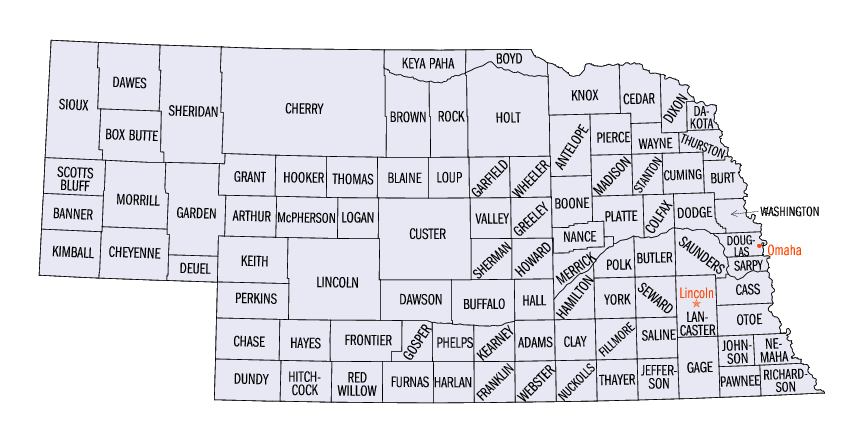
Mapa dos condados de Nebrasca

Esta é a lista dos 93 condados do estado de Nebrasca, Estados Unidos.
| - Adams - Antelope - Arthur - Banner - Blaine - Boone - Box Butte - Boyd - Brown - Buffalo - Burt - Butler - Cass - Cedar - Chase - Cherry | - Cheyenne - Clay - Colfax - Cuming - Custer - Dakota - Dawes - Dawson - Deuel - Dixon - Dodge - Douglas - Dundy - Fillmore - Franklin - Frontier | - Furnas - Gage - Garden - Garfield - Gosper - Grant - Greeley - Hall - Hamilton - Harlan - Hayes - Hitchcock - Holt - Hooker - Howard - Jefferson | - Johnson - Kearney - Keith - Keya Paha - Kimball - Knox - Lancaster - Lincoln - Logan - Loup - Madison - McPherson - Merrick - Morrill - Nance - Nemaha | - Nuckolls - Otoe - Pawnee - Perkins - Phelps - Pierce - Platte - Polk - Red Willow - Richardson - Rock - Saline - Sarpy - Saunders - Scotts Bluff - Seward | - Sheridan - Sherman - Sioux - Stanton - Thayer - Thomas - Thurston - Valley - Washington - Wayne - Webster - Wheeler - York |

1. ↑  Página de condados no sítio oficial do governo do estado de Nebrasca